# Ludwig Kleinwächter (Diplomat)

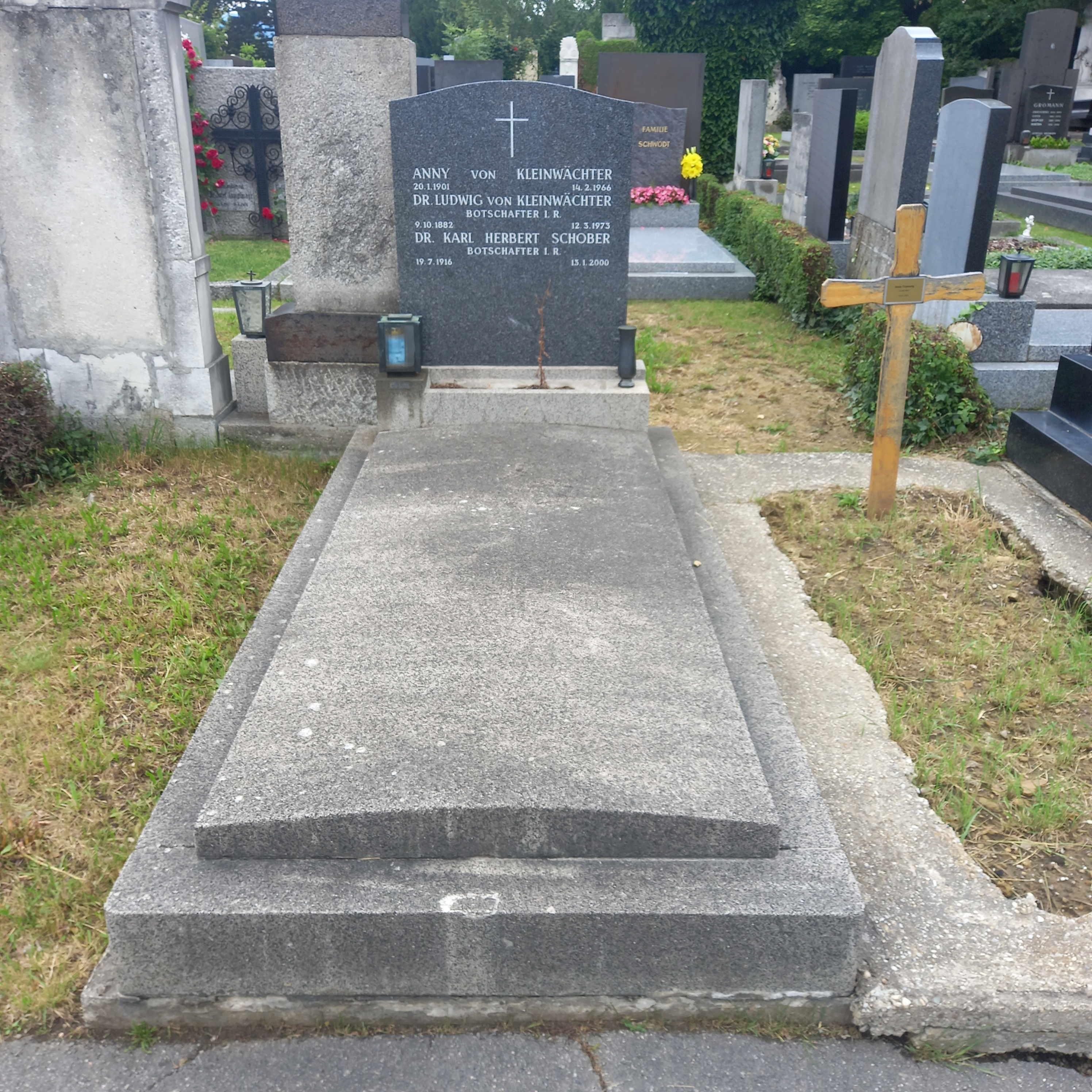
Das Grab von Ludwig Kleinwächter auf dem Döblinger Friedhof in Wien

Ludwig Kleinwächter (* 9. Oktober 1882 in Czernowitz, Österreich-Ungarn; † 12. März 1973 in Wien) war ein österreichischer Diplomat.

## Leben
Ludwig Kleinwächter war Spross einer angesehenen Familie, sein Vater war der 1909 geadelte Ökonom Friedrich von Kleinwächter. Nach der Matura am Staatsgymnasium Czernowitz 1903 studierte Ludwig Rechtswissenschaft in Berlin und an der Franz-Josefs-Universität in Czernowitz, wo er 1909 sub auspiciis promovierte. Anschließend studierte er an der Konsularakademie in Wien und begann 1911 eine Laufbahn als Diplomat im Außenministerium Österreich-Ungarns. Von 1912 bis 1916 war er Konsul in New York und 1916 in Buffalo. Ab Juni 1916 bis zum Kriegseintritt der USA in den Ersten Weltkrieg im Frühjahr 1917 diente er an der Botschaft in Washington. Von Dezember 1917 bis Februar 1918 wurde er in der Kriegsgefangenenkommission Sankt Petersburg eingesetzt. Von April 1918 bis November 1918 war er Leiter der Zivilinternierten Abteilung in Kiew.
Nach dem Krieg diente Ludwig Kleinwächter als Diplomat der Republik Österreich. 1921 heiratete er, aus der Ehe gingen zwei Töchter hervor. Im April und Mai 1921 war er Mitglied der Delegation bei der Konferenz der Nachfolgestaaten der Monarchie in Rom. Im Februar 1922 kehrte er in die USA zurück und war bis 1925 Leiter des Konsulats in Chicago (1924 Ernennung zum Generalkonsul 2. Klasse). Von Juni 1925 bis Dezember 1926 war er Botschaftsrat in der österreichischen Gesandtschaft in Washington. Anschließend arbeitete er für einige Jahre für den Bundespressedienst in Wien, unterbrochen von einem Aufenthalt in Kanada, wo er von 1930 bis 1932 das Generalkonsulat in Ottawa leitete (1931 Ernennung zum Generalkonsul 1. Klasse). Während der Zeit des autoritären Ständestaats war Kleinwächter Mitglied der Vaterländischen Front.
Nach dem „Anschluss“ Österreichs an Hitlerdeutschland wurde er aus dem diplomatischen Dienst entlassen und bereits am 12. März 1938 als „Halbjude“ verhaftet. Mit dem sogenannten Prominententransport wurde er am 2. April 1938 in das KZ Dachau  gebracht, wo er die Häftlingsnummer 13.904 erhielt. Am 23. September 1938 wurde er in das KZ Buchenwald verlegt, von wo er am 3. Mai 1939 entlassen wurde. Seine Entlassung aus dem diplomatischen Dienst wurde in eine Versetzung in den Ruhestand unter Zuerkennung der Hälfte des Ruhegenusses abgeändert. Im November 1939 kam er für 18 Tage in Gestapohaft. Während der Zeit der NS-Herrschaft schlug er sich bis Kriegsende mit verschiedenen Gelegenheitsarbeiten durch.
Ende April 1945 kehrte er zum Ballhausplatz zurück und bot seine Dienste für den Wiederaufbau der Republik an. Die Provisorische Staatsregierung Renner ernannte ihn aufgrund seiner Erfahrung als Diplomat in Amerika zum ständigen Vertreter des Amtes für Auswärtige Angelegenheiten bei der amerikanischen Delegation der Alliierten Kommission für Österreich. Nach der Nationalratswahl im November 1945 entsandte ihn die neue Bundesregierung Figl als außerordentlichen Gesandten und bevollmächtigten Minister nach Washington, wo er im Februar 1946 eintraf. Gemeinsam mit seinem Mitarbeiter Hans Thalberg baute er die österreichische Gesandtschaft wieder auf. Anfangs wohnten die beiden in einem Hotel. Schreibpapier, das sie schachtelweise von Wien aus erhielten, stammte noch aus der NS-Zeit und trug das Hakenkreuz, weshalb Kleinwächter und Thalberg es vorsorglich in der Badewanne des Hotelzimmers verbrannten.
Als Gesandter begann Kleinwächter bald damit, die Regierungslinie der „Opferdoktrin“ in der amerikanischen Öffentlichkeit zu verbreiten, also das Narrativ von Österreich als „erstes Opfer“ der nationalsozialistischen Aggression. Dass sowohl er als auch Thalberg von den Nationalsozialisten verfolgt worden waren, half dabei. Erfolgreich warb er beim US-Außenminister James F. Byrnes um Unterstützung für das österreichische Ansuchen um dringend benötigte UNRRA-Hilfe. Nach dem Auslaufen des UNRRA-Programms 1947 erreichte Kleinwächter, dass Österreich im nachfolgenden Marshallplan besonders berücksichtigt wurde und einen großen Anteil der Hilfsgelder erhielt.
Ein weiterer diplomatischer Erfolg Kleinwächters war die Unterzeichnung des ersten Fulbright-Abkommens zwischen Österreich und den USA im Juni 1950. Im Dezember 1951 wurde er kurz vor seiner Pensionierung zum Botschafter befördert. Ab 1952 war Kleinwächter Vorsitzender des 1926 von Paul Leo Dengler (1886–1977) geschaffenen Austro-American-Institute of Education.

## Trivia
Ludwig Kleinwächter ist auf der Titelseite der ersten Ausgabe des deutschen Nachrichtenmagazins Der Spiegel vom 4. Jänner 1947 abgebildet.

## Ehrungen
- 1935: Großoffizierskreuz des Ordens der Krone von Italien[5]
- 1936: Offizierskreuz des österreichischen Verdienstordens[6]

## Belege
1. ↑  Eine interessante Promotion. In: Czernowitzer Tagblatt, 14. Juli 1909, S. 4 (online bei ANNO).
2. 1 2  Günter Bischof: Ludwig Kleinwaechter and the Marshall Plan. In: austria.org. Österreichische Botschaft in Washington D.C., abgerufen am 27. April 2019 (englisch).
3. ↑  Claudia Kuretsidis-Haider, Rudolf Leo: „dachaureif“ – Der Österreichertransport aus Wien in das KZ Dachau am 1. April 1938. Hrsg.: Dokumentationszentrum des österreichischen Widerstands und Zentrale österreichische Forschungsstelle Nachkriegsjustiz. Wien 2019, ISBN 978-3-901142-75-8, S. 153.
4. ↑  Titelbilder: SPIEGEL-Titel – die besten Cover des ersten Jahrzehnts. In: Spiegel Online. 3. Januar 2017, abgerufen am 5. Mai 2019.
5. ↑  Personalnachrichten. In: Salzburger Chronik mit der illustrierten Beilage „Oesterreichische Woche“, 28. Februar 1935, S. 4 (online bei ANNO).
6. ↑  Personalnachrichten. In: Salzburger Chronik mit der illustrierten Beilage „Oesterreichische Woche“, 17. Februar 1936, S. 4 (online bei ANNO).

| Vorgänger                 | Amt | Nachfolger              |
| ------------------------- | --- | ----------------------- |
| Edgar Leo Gustav Prochnik | österreichischer Botschafter in Washington, D.C. (ab 1946 als Gesandter der österreichischen Regierung) 1951–1952 | Max Löwenthal-Chlumecky |

| Personendaten    | Personendaten                 |
| ---------------- | ----------------------------- |
| NAME             | Kleinwächter, Ludwig          |
| ALTERNATIVNAMEN  | Kleinwächter, Ludwig von      |
| KURZBESCHREIBUNG | österreichischer Diplomat     |
| GEBURTSDATUM     | 9. Oktober 1882               |
| GEBURTSORT       | Czernowitz, Österreich-Ungarn |
| STERBEDATUM      | 12. März 1973                 |
| STERBEORT        | Wien, Österreich              |